# Gaymaroc.net
GayMaroc.net es un sitio web de noticias para la comunidad gay, lesbiana, bisexual y transexual marroquí. Es el primer medio de comunicación LGBT de Marruecos y cuenta con la mayor audiencia en Marruecos y el mundo árabe. El sitio está disponible además de en árabe, en los idiomas francés, inglés, y español. Diariamente se fijan boletines, noticias e historias locales e internacionales con tema gay o relacionados directamente a esa comunidad. 